# Alberto Gondi
Alberto di Gondi, duca di Retz e maresciallo di Francia (Firenze, 4 novembre 1522 – Parigi, 21 aprile 1602), è stato un nobile, militare e diplomatico francese.

## Biografia
Figlio del banchiere Guidobaldo, maestro di palazzo del duca d'Angiò, e di Marie Catherine de Pierrevive, fu ambasciatore di Francia in Inghilterra (1572), poi maresciallo di Francia e governatore di Provenza (1573).
Signore di Le Perron (titolo acquisito dalla madre), il 4 settembre 1565 sposò Claudia Caterina di Clermont-Dampierre, dama d'onore della regina Caterina de' Medici e vedova di Jean d'Annebaut, che portò in dote al nuovo marito il marchesato di Belle-Île e la baronia di Retz (eretta dapprima in contea e poi, nel 1581, in ducato-paria); Alberto acquistò anche i feudi di Noisy (1568), Marly (1569), Le Pecq, Le Vésinet, Bailly (1573), Villepreux (1574) e Versailles (1575).
Dei suoi figli:
- Carlo, premorto al padre, fu marchese di Belle-Île e marito di Antonietta d'Orléans-Longueville;
- Enrico fu vescovo di Parigi e cardinale;
- Filippo Emanuele fu conte di Joinville e Joigny e governatore generale delle galere;
- Giovanni Francesco fu il primo arcivescovo di Parigi.

Alberto fu il principale artefice della grandezza della sua casa.

## Ruolo a corte
Dopo la Pace di Saint-Germain il Coligny ricevette l'invito dal re Carlo IX di recarsi a Parigi, e nell'ottobre 1571 vi fu accolto con grandi onori. Alla corte di Francia il sovrano era circondato da creature della madre Caterina. «Fra queste primeggiava quell'Alberto Gondi, figlio d'un fiorentino stabilito a Lione, il quale non solo era l'uomo di fiducia, la vera lancia spezzata della Medici, ma veniva giustamente considerato come il più diletto favorito di Carlo IX. Il Gondi, giunto dal nulla  ad una posizione formidabile a corte, creato conte di Retz, membro del consiglio privato e maresciallo di Francia senza aver mai comandato un'armata, godeva la fama di diabolico manipolatore d'intrighi». Un vero «pruno nell'occhio» per il Coligny il cui obiettivo era il conflitto contro la Spagna. Il Gondi, godendo di stima universale, avrebbe potuto spezzare il favore che il Coligny si era guadagnato a corte, favore che per lui, peraltro, terminò drasticamente nel 1572.